# 斎藤野の人
斎藤 野の人（さいとう ののひと、本名：斎藤信策（さいとう しんさく）、1878年〈明治11年〉4月14日 - 1909年〈明治42年〉8月6日）は、日本の評論家。
高山樗牛（林太郎）は兄にあたり、その死後に兄の著作をまとめて全集として発表したが、病弱だったこともあり、その兄と同じ数え32歳で生涯を閉じた。

## 略歴
- 1878年（明治11年）4月14日 - 庄内藩士・斎藤親信の3男として鶴岡町（現・鶴岡市）に生まれる。
- 1886年（明治19年） - 祖母の危篤の報に際し、高山家へ養子に行っていた兄・樗牛と初めて顔を合わせる。
- 1890年（明治23年） - 上京し、樗牛のもとに投宿する傍ら看病にあたり、旧制第二高等学校入学。
- 旧制第二高等学校卒業。
- 『帝国文学』の編集に参加
- 1902年（明治35年） - 樗牛の死を看取り、埋葬を行う。
- 1903年（明治36年） - 『帝国文学』に「斎藤野の人」名義で論文を発表。
- 1904年（明治37年）東京帝国大学文学部独文科卒業
- 『時代思潮』の編集に参加
- 明治大学で教鞭を執った。
- 1909年（明治42年）8月6日 - 死去。享年32。生涯独身であった。樗牛と同じ静岡市清水区の観富山龍華寺に埋葬されている。

## 出版物

### 著書
- 1907年 - 『芸術と人生』 昭文堂
- 1913年 - 『哲人何処にありや』 姉崎正治・小山鼎浦（編纂） 博文館

### 共編
- 1904年～1907年 - 『樗牛全集. 第1～5巻』 高山樗牛（著） 姉崎正治（編纂）博文館

## 親族
- 父：斎藤親信 - 庄内藩士
- 兄：高山樗牛 - 文学博士
- 甥：齋藤求 - 画家

## 参考資料
- 『庄内人名辞典』 大瀬欽哉（代表編者） 致道博物館内「庄内人名辞典刊行会」（発行） 1986年